# Шістдесятники України (фільм)
Шістдесятники України — український документальний фільм про рух шістдесятників.

## Інформація про фільм
У політиці 1960 — 1970-х років 20 століття «шістдесятники» являли собою внутрішню моральну опозицію до радянського тоталітарного державного режиму (політичні в'язні та «в'язні совісті», дисиденти).
З початком політики «Перебудови» та «Гласності» (друга половина 1980-х — початок 1990-х рр.) «шістдесятниками» стали називати також представників нової генерації комуністичної еліти, чий світогляд сформувався в кінці 1950-х — на початку 1960-х років і що прийшла до влади.